# Arashinguppi, Hangal
Arashinguppi là một làng thuộc tehsil Hangal, huyện Haveri, bang Karnataka, Ấn Độ.